# Perfect Remedy
Albums de Status Quo
Ain't Complaining
(1988) Rock 'til You Drop
(1991)
Singles
1. Not at All
Sortie : 16 octobre 1989
2. Little Dreamer
Sortie : 3 décembre 1989

Perfect Remedy est le dix-neuvième album studio du groupe de rock anglais, Status Quo. Il est sorti le 17 novembre 1989 sur le label Vertigo Records et a été produit par Pip Williams.

## Historique
Cet album fut enregistré en grande partie aux Bahamas dans les studios Compass Point de Nassau. Sa sortie sera précédée, le 16 octobre 1989, de celle du single Not at All qui n'atteindra que la 50e place du single chart britanniques. L'album, quant à lui, resta seulement classé deux semaines au Royaume-Uni pour une 49e meilleure place.
Il sera réédité en 2006 avec six titres bonus et en 2020 en version Deluxe avec en bonus deux compact disc.

## Liste des titres

### Album original
| No  | Titre                         | Auteur                               | Durée |
| --- | ----------------------------- | ------------------------------------ | ----- |
| 1.  | Little Dreamer                | Francis Rossi, Bernie Frost          | 4:04  |
| 2.  | Not at All                    | Rossi, Frost                         | 2:54  |
| 3.  | Heart On Hold                 | Andy Bown, Phil Palmer               | 3:35  |
| 4.  | Perfect Remedy                | Rossi, Frost                         | 4:36  |
| 5.  | Adress Book                   | Rossi, Frost                         | 3:37  |
| 6.  | The Power of Rock             | Rick Parfitt, Rossi, Pip Williams    | 6:04  |
| 7.  | The Way I Am                  | John Edwards, Jeff Rich, Mike Paxman | 3:35  |
| 8.  | Tommy's in Love               | Rossi, Frost                         | 3:01  |
| 9.  | Man Overboard                 | Parfitt, Williams                    | 4:29  |
| 10. | Going Down for the First Time | Bown, Edwards                        | 4:00  |
| 11. | Throw Her a Line              | Rossi, Frost                         | 3:34  |
| 12. | 1000 Years                    | Rossi, Frost                         | 3:31  |

### Titres bonus 2006
1. "Gone Thru The Slips" (Andy Bown) : 3:42
2. "Rotten to the Bone" (Francis Rossi, Andy Bown) : 3:40
3. "Doing It All for You" (Rick Parfitt, Pip Williams) : 4:12
4. "Dirty Water" (Live) (Francis Rossi, Bob Young) : 4:02
5. "The Power of Rock" (edited version) (Rick Parfitt, Pip Williams, Francis Rossi) : 4:44
6. "The Anniversary Waltz Part One Medley" : 5:32
  1. a) "Let's Dance" (Jim Lee)
  2. b) "Red River Rock" (Tom King, Ira Mack, Fred Mendelsohn)
  3. c) "No Particular Place to Go" (Chuck Berry)
  4. d) "The Wanderer" (Ernie Maresca)
  5. e) "I Hear You Knocking" (Dave Bartholomew, Pearl King)
  6. f) "Lucille" (Al Collins, Richard Penniman)
  7. g) "Great Balls of Fire" (Jack Hammer, Otis Blackwell)

### Version Deluxe 2020
CD 1
- Album original remastérisé

CD 2
| No  | Titre                                                          | Auteur                                            | Durée |
| --- | -------------------------------------------------------------- | ------------------------------------------------- | ----- |
| 1.  | Gone Thru the Slips (Face B du single "Not at All")            | Bown                                              | 3:41  |
| 2.  | Rotten to the Bone (Face B du single "Little Dreamer")         | Rossi, Bown                                       | 3:40  |
| 3.  | Doing It All for You (Face B du single "Little Dreamer")       | Parfitt, Williams                                 | 4:15  |
| 4.  | The Anniversary Waltz (version intégrale)                      | Divers                                            | 10:36 |
| 5.  | The Power of Rock (single version)                             | Rossi, Parfitt, Williams                          | 4:43  |
| 6.  | Fighting for Love (version alternative de "The Power of Rock") | Rossi, Parfitt, Williams                          | 6:25  |
| 7.  | Blondes Don't Lie (Outtake)                                    | Rossi, Parfitt, Williams                          | 4:28  |
| 8.  | Meddley: The Anniversary Waltz (version espagnole promo #1)    | Divers                                            | 4:27  |
| 9.  | Meddley: The Anniversary Waltz (version espagnole promo #2)    | Divers                                            | 3:57  |
| 10. | Paper Plane (Live Bray Studio sessions)                        | Rossi, Young                                      | 3:46  |
| 11. | Caroline (Live At The N.E.C., Birmingham, UK / 1989)           | Rossi, Young                                      | 4:40  |
| 12. | Roll Over lay Down (Live At The N.E.C., Birmingham, UK / 1989) | Rossi, Young, Alan Lancaster, John Coghlan, Young | 5:31  |
| 13. | Little Lady (Live At The N.E.C., Birmingham, UK / 1989)        | Parfitt                                           | 3:13  |

CD 3
- Live at the N.E.C. Birmingham, december 18, 1989

| No  | Titre                      | Auteur                   | Durée |
| --- | -------------------------- | ------------------------ | ----- |
| 1.  | In My Chair                | Rossi, Young             | 3:10  |
| 2.  | Little Dreamer             | Rossi, Frost             | 4:59  |
| 3.  | Perfect Remedy             | Rossi, Frost             | 4:17  |
| 4.  | Mystery Meddley            | Divers                   | 8:59  |
| 5.  | Hold You Back              | Rossi, Parfitt, Young    | 4:30  |
| 6.  | The Power of Rock          | Rossi, Parfitt, Williams | 7:38  |
| 7.  | Dirty Water                | Rossi, Young             | 4:42  |
| 8.  | Whatever You Want          | Rossi, Bown              | 4:55  |
| 9.  | In the Army Now            | Bolland & Bolland        | 4:15  |
| 10. | Rockin' All Over the World | John Fogerty             | 3:45  |
| 11. | Don't Waste My Time        | Rossi, Young             | 4:03  |
| 12. | Roadhouse Meddley          | Divers                   | 8:26  |
| 13. | Burning Bridges            | Rossi, Bown              | 4:15  |

## Musiciens
- Francis Rossi: chant, guitare solo
- Rick Parfitt: guitare rythmique, chant sur The Power of Rock et Man Overboard
- Andy Bown: claviers
- John Edwards: basse
- Jeff Rich: batterie, percussion

## Charts et certification

### Album
| Pays                          | Durée du classement | Meilleur classement | Date             |
| ----------------------------- | ------------------- | ------------------- | ---------------- |
| Écosse (Scottish Album Chart) | 1 semaine           | 67e                 | 13 mars 2020     |
| Royaume-Uni (UK Albums Chart) | 2 semaines          | 49e                 | 26 novembre 1989 |
| Suède (Sverigetopplistan)     | 2 semaines          | 40e                 | 13 décembre 1989 |
| Suisse (Schweizer Hitparade)  | 1 semaine           | 26e                 | 24 décembre 1989 |

Certification
| Pays        | Certification | Ventes   | Date             |
| ----------- | ------------- | -------- | ---------------- |
| Royaume-Uni | Argent        | 60 000 + | 27 novembre 1989 |

### Singles
| Single         | Chart              | Durée du classement | Position | Date            |
| -------------- | ------------------ | ------------------- | -------- | --------------- |
| Not at All     | (UK Singles Chart) | 2 semaines          | 50e      | 22 octobre 1989 |
| Little Dreamer | (UK Singles Chart) | 2 semaines          | 76e      | 3 décembre 1989 |